# Regina
Regina (podle kalendáře Regína, ale krátká podoba je častější) je ženské křestní jméno latinského původu. Jeho význam je „královna“ nebo „vládkyně“ (z latiny).
V českém občanském kalendáři má svátek 7. září.

## Domácké podoby
Regi, Regí, Redží, Gina (čteno „džína“), Gigi (čteno „džidži“), Reginka, Reguška, Regulka, Regča, Reňa

## Statistické údaje
Následující tabulka uvádí četnost jména v ČR a pořadí mezi ženskými jmény ve srovnání dvou roků, pro které jsou dostupné údaje MV ČR – lze z ní tedy vysledovat trend v užívání tohoto jména:
| Rok       | Četnost   | Pořadí      |
| 1999      | 2022      | 167.        |
| 2002      | 1998      | 167.        |
| Porovnání | o 24 méně | žádná změna |

Změna procentního zastoupení tohoto jména mezi žijícími ženami v ČR (tj. procentní změna se započítáním celkového úbytku žen v ČR za sledované tři roky) je −0,4%.

## Známé nositelky jména
- Svatá Regina
- Regina Jacobs – americká atletka
- Regina Maršíková – česká tenistka
- Regina Rázlová – česká herečka
- Regina Řandová – česká herečka
- Regina Spektor – americká zpěvačka ruského původu
- Regina Sasko-Meiningenská – dcera prince Jiřího III., manželka Oty Habsbursko-Lotrinského.